# New Lodge
New Lodge (Lóiste Nua en gaèlic irlandès) és un barri de la ciutat de Belfast. Limita amb el barri de Tiger's Bay pel nord, Cliftonville per l'oest i Shankill pel sud. El barri és majoritàriament catòlic.
The Lodge era una mansió a la zona d'Old Park de Belfast, construïda per la família Joy i més tard venuda als Lyons. A mitjans de la dècada de 1800 aquesta família va construir una nova casa al nord de les seves propietats, que va ser coneguda popularment com a The New Lodge, que també va donar nom a la New Lodge Road, una àrea que aleshores era predomiantment agrícola. A finals del segle xviii, just abans de la Rebel·lió irlandesa de 1798, s'hi van construir les casernes Victòria (Victoria Barracks), una de les majors instal·lacions militars d'Irlanda del Nord durant el segle xix, que acollí el regiment dels Royal Irish Rifles a partir del 1881.
Amb l'expansió de Belfast com a ciutat industrial el segle xix, New Lodge es va desenvolupar com una àrea construïda al centre de la ciutat; els seus residents provenien tant de les comunitats protestants com catòliques. L'àrea entre Lepper Street i Antrim Road estava plena en gran part de barraques per als treballadors de la Lepper Mill, mentre que l'àrea entre York Street i North Queen Street proporcionava el mateix estàndard d'allotjament per als treballadors de la fàbrica de tabac Gallagher i la York Street Mill. L'àrea entre New Lodge Road i Duncairn Gardens va ser històricament ocupada per les famílies de classe treballadora més benestants, mentre que els jardins de Duncairn i Clifton Street van ser de luxe fins ben entrat el segle xx.
El bombardeig de Belfast de 1941 va afectar greument la zona, i molts carrers adjacents a fàbriques i casernes van ser devastats. La destrucció de molts habitatges va provocar l'exode de molts dels seus habitants cap a altres zones de Belfast o àrees suburbanes com Ballymurphy, New Barnsley, Rathcoole o Glengormley. La dècada de 1950, les casernes de l'exèrcit van ser tancades i la zona va ser reconstruïda amb una barreja d'edificis baixos i blocs de torres. Gran part de la població de l'àrea de Sailortown, dels molls de Belfast, es va traslladar aquí durant la dècada de 1960.
El conflicte nord-irlandès iniciat els anys seixanta va afectar violentament New Lodge, una zona de majoria republicana irlandesa. Els pocs protestants que hi vivien van abandonar la zona a principis de la dècada de 1970, ja que va ser atacada per lleialistes. Van ser substituïts per catòlics intimidats en zones lleialistes de Belfast.
El 4 de desembre de 1971, lleialistes de l'Ulster Volunteer Force van atemptar contra el bar McGurk's, a North Queen Street, causant quinze morts. Com a bastió del Tercer Batalló de la Brigada de Belfast de l'IRA, els disturbis i tirotejos entre l'IRA, l'Exèrcit britànic i els paramilitars lleialistes van ser quotidians a principis de la dècada de 1970, així com durant períodes d'alta tensió política com la Vaga de Fam de 1981.